# Rodney Village
Rodney Village és una concentració de població designada pel cens dels Estats Units a l'estat de Delaware. Segons el cens del 2000 tenia 1.602 habitants.

## Demografia
Segons el cens del 2000, Rodney Village tenia 1.602 habitants, 596 habitatges, i 413 famílies. La densitat de població era de 1.030,9 habitants/km².
Dels 596 habitatges en un 32% hi vivien nens de menys de 18 anys, en un 43,1% hi vivien parelles casades, en un 19,6% dones solteres, i en un 30,7% no eren unitats familiars. En el 21,6% dels habitatges hi vivien persones soles el 7,4% de les quals corresponia a persones de 65 anys o més que vivien soles. El nombre mitjà de persones vivint en cada habitatge era de 2,62 i el nombre mitjà de persones que vivien en cada família era de 3,06.
Per edats la població es repartia de la següent manera: un 26,1% tenia menys de 18 anys, un 13,7% entre 18 i 24, un 27,7% entre 25 i 44, un 21,3% de 45 a 60 i un 11,2% 65 anys o més.
L'edat mediana era de 34 anys. Per cada 100 dones de 18 o més anys hi havia 97,3 homes.
La renda mediana per habitatge era de 40.875 $ i la renda mediana per família de 41.767 $. Els homes tenien una renda mediana de 28.676 $ mentre que les dones 23.750 $. La renda per capita de la població era de 15.946 $. Aproximadament el 5,1% de les famílies i el 8,1% de la població estaven per davall del llindar de pobresa.

## Poblacions més properes
El següent diagrama mostra les poblacions més properes.